# ابین
 اَبیَن  یکی از شهرهای توابع استان اَبیَن در کشور یمن است. این شهر مرکز این استان نیز است. 

## جمعیت
جمعیت شهر اَبیَن در حدود ۴۰ هزار نفر می‌باشد.